# Pamjat'
La Società Pamjat' (in russo Общество «Память»? , in russo Obščestvo «Pamjat'»?, pronuncia: [ˈPamʲɪtʲ]; letteralmente "Società della Memoria"), per esteso Fronte Patriottico Nazionale della Memoria (NPF Pamjat'; in russo Национально-патриотический фронт «Память»; НПФ «Память»?, Nacional'no-patriotičeskij front «Pamjat'», NPF «Pamjat'») fu un'organizzazione neonazista ultranazionalista che si identificava come "movimento nazional-patriottico popolare". Fondata nel 1980 e dissoltasi negli anni '90, l'obiettivo dichiarato della società era preservare la cultura russa; molti dei membri si identificavano come "ortodossi", molti altri come "neopagani" (uno dei membri, Valerij Emel'janov, fu tra i primi esponenti della rodnoveria). Il suo leader di lunga data, Dmitrij Vasil'ev, morì nel 2003. L'organizzazione fu descritta come antisemita e sciovinista. Membro noto della Pamjat' fu Aleksandr Belov (Potkin), il quale divenne poi coordinatore dello xenofobo Movimento contro l'immigrazione illegale dal 2002 al 2009.
Negli anni '90 il gruppo si dissolse, originando altri gruppi minori, tra cui il Fronte Nazionale Patriottico e l'Unità Nazionale Russa.

## Ideologia
L'organizzazione sosteneva l'esistenza di un cosiddetto "complotto giudaico-massonico" contro la Russia e che questo fosse "la principale fonte delle disgrazie del popolo russo, disintegrazione dell'economia, denazionalizzazione della cultura russa, alcolismo, crisi ecologica". Agli ebrei si attribuiva lo scoppio della Rivoluzione russa del 1905 e della Rivoluzione russa del 1917, della morte di milioni di persone nel corso della guerra civile russa e del culto della personalità di Iosif Stalin. L'organizzazione riteneva che l'apparato governativo sovietico fosse infiltrato da "sionisti e massoni" che lavoravano come "agenti del sionismo" e servivano allo scopo di subordinare il governo sovietico alla "capitale ebraica", creando un "governo d'occupazione sionista".
La Pamjat' sostenne il governo di Boris El'cin durante la crisi costituzionale russa del 1993 e i suoi membri rifiutarono di prendere parte alle elezioni parlamentari del 1993, poiché consideravano il sistema elettivo controllato dalla cospirazione ebraico-massonica.
Nel 1993 una corte distrettuale di Mosca sentenziò che i Protocolli dei Savi di Sion fossero un falso storico, respingendo una denuncia di diffamazione avanzata dalla Pamjat' che usava il documento a supporto delle sue stesse pubblicazioni.